# Stor (rapper)
Stor, pseudonimo di Sergio Rubén Ulises Infante Azocar (Spånga-Kista församling, 8 aprile 1987), è un rapper svedese di origini cilene.

## Biografia
Stor è salito alla ribalta col terzo LP Under broarna (2017), arrivato 22º nella Sverigetopplistan e candidato per due Grammis. In precedenza, si è portato a casa un premio Grammis per l'hip hop/soul dell'anno per Shere Khan XIII (2013), secondo album in studio.
Så mycket bättre 2018 - Tolkningar ha segnato il miglior posizionamento del rapper nella graduatoria LP svedese (12ª posizione). Ha poi migliorato il risultato con Över broarna, disco con cui ha raggiunto la 7ª posizione. La IFPI Sverige gli ha assegnato due certificazioni, una d'oro e una di platino.

## Discografia

### Album in studio
- 2009 – Nya skolans ledare
- 2013 – Shere Khan XIII
- 2017 – Under broarna
- 2018 – Så mycket bättre 2018 - Tolkningar
- 2023 – Över broarna

### EP
- 2012 – Rom & Kush

### Singoli
- 2013 – Stolthet
- 2014 – Swish
- 2015 – Champions League (feat. Moms)
- 2016 – Svartskallar
- 2016 – Vägen hem (feat. Seinabo Sey)
- 2017 – Torka dina tårar (feat. Cherrie)
- 2021 – Elden (feat. Dizzy & Manny Flaco)
- 2022 – Ordning & reda
- 2023 – En kväll i en gränd (con Adam Aden)
- 2023 – La bamba (con Mack Beats e Immanuel)
- 2024 – Himmel/Helvete (con Mack Beats e Jaqe)
- 2024 – (D)u ska (in)te tr(o)